# 鬼入侵
是美国的一部超自然恐怖电视连续剧，由麥可·弗拉納根创作并导演，由安倍林电视公司和派拉蒙电视制作。改編自雪莉·傑克森1959年的同名小说《鬼入侵》。本劇藉由經常穿插的倒敘畫面，描繪一個破碎的家庭必須面對關於他們老房子的恐怖回憶，以及驅使他們逃離的可怕事件。
五位兄弟姊妹由演員麥可·俞斯曼、伊丽莎白·瑞瑟、奥利弗·傑克森-科恩、凯特·席格和维多利亚·佩德雷蒂饰演。卡拉·古奇諾和亨利·托馬斯饰演父母Olivia和Hugh Crain。《鬼入侵》第一季于2018年10月12日在Netflix上首播。第二季《鬼莊園》將改編亨利·詹姆斯1898年的小說《螺丝在拧紧》 ，第一季飾演雙胞胎的奥利弗·傑克森-科恩與Victoria Pedretti也會回歸演出新角色，至於第二季訂於2020年播出。

## 劇情
1992年夏天，休與奧莉維亞兩夫妻帶著五個小孩搬進了希爾山莊，準備整修後賣掉來買一棟屬於自己的房子。然而，因為整修不如預期順利，居住的時間因此也延長了，也因此開始經歷越來越多的超自然現象，導致最後悲劇性的發展一家人不得不逃離希爾山莊。26年後，悲劇再次上演，分離的克蘭一家兄弟姐妹與感情已疏遠的父親再次重聚，被迫面對當初在希爾山莊發生的事件是如何影響他們每一個人。

## 演員和人物

### 主要角色[6]
| 人物                       | 演員               | 演員 (扮演1992年時間線) | 備註                                                                 |
| -------------------------- | ------------------ | ----------------------- | -------------------------------------------------------------------- |
| Hugh Crain                 | 提摩西·荷頓        | 亨利·托馬斯             | 父親                                                                 |
| Olivia Crain               | 卡拉·古奇諾        | 卡拉·古奇諾             | 母親，與小女兒一起受希爾山莊超自然事件影響最多                       |
| Steven Crain               | 麥可·俞斯曼        | Paxton Singleton        | 長子，長大後成為作家，出書寫了一家在希爾山莊的經歷因此成名           |
| Shirley Crain Harris       | Elizabeth Reaser   | 露露·威尔逊             | 長女，與丈夫Kevin開了一間葬儀社，有一對兒女                          |
| Theodora "Theo" Crain      | Kate Siegel        | 麥肯娜·葛瑞絲           | 二女兒，兒童心理學家，與母親一樣"敏感"，時常帶著手套。               |
| Luke Crain                 | 奥利弗·傑克森-科恩 | Julian Hilliard         | 與Nell是雙胞胎，比Nell大。藉著吸毒逃避過去希爾山莊發生的事。         |
| Eleanor "Nell" Crain Vance | 維多莉亞·佩德雷蒂  | Violet McGraw           | 與Luke是雙胞胎，家中年紀最小的成員。從未完全從希爾山莊事件康復過來。 |

## 迴響
在爛番茄上，《鬼入侵》的评级是92％，根据87则评论，它的平均得分为8.38 / 10。网友的共识是：“《鬼入侵》是一个成功的鬼故事，其稳定的预期与其惊人的收益一样令人满意。”  在Metacritic上，基于18位评论家的评论，它的加权得分为79分（满分100分），这是一个“令人满意的评论”。 

## 另見
- 《猛鬼屋》：1963年电影，改編自雪莉·傑克森小说《鬼入侵》。
- 《鬼入侵》：1999年電影，改編自雪莉·傑克森小说《鬼入侵》。
- 《血色玫瑰（英语：Rose Red (miniseries)）》：2002年迷你影集，改編自史蒂芬·金小說。